# Гоф
Гоф (англ. Gough Island) или Гонсало-Альварес (порт. Gonçalo Álvares) — небольшой вулканический остров в южной части Атлантического океана в составе архипелага Тристан-да-Кунья (хотя некоторые географы считают его отдельным островом, не входящим в состав архипелага). 
Остров Гонсало-Альварес входит в состав заморской территории Великобритании Острова Святой Елены, Вознесения и Тристан-да-Кунья (то есть не является частью Великобритании), и необитаем.

## География
Остров находится примерно в 400 км к югу от основной группы островов архипелага Тристан-да-Кунья, в 2,5 тыс. км северо-восточнее острова Южная Георгия, в 2,7 тыс. км от Кейптауна и в 3,2 тыс. км от Бразилии.
Территория острова — условный прямоугольник со сторонами 13 км и 7 км. Площадь острова вместе с окружающими его маленькими островками и скалами составляет 91 км², наибольшая высота — пик Эдинбург — 910 м над уровнем моря.
Остров Гоф является заповедником и в 1995 году стал объектом Всемирного наследия ЮНЕСКО. В 2014 территория объекта была расширена, в неё был включён остров Инаксессибл.
На острове 12 видов растений-эндемиков. Это единственное в мире большое гнездовье для альбатроса Diomedea dabbenena и тайфунника Шлегеля (Pterodroma incerta). По этим причинам доступ туристов на остров ограничен.
Остров Гоф обладает одной из наиболее сохранившихся морских экосистем в климатической зоне Южной Атлантики.
Одна из главных проблем острова — домовая мышь. Случайно завезённые в XIX веке мыши в отсутствие хищников расплодились. Сегодня их популяция оценивается в 700 000 особей. Мыши наносят вред яйцам и птенцам морских птиц. В 2019 году правительство Великобритании выделило средства на программу уничтожения мышей на острове Гоф.

### Острова и скалы
Вокруг острова Гоф находятся много маленьких островков и скал:
- остров Юго-Западный (Southwest Island)
- остров Саддль (Saddle Island)
- скала Тристиана (Tristiana Rock)
- скала Исольда (Isolda Rock)
- остров Раунд (Round Island)
- остров Коун (Cone Island)
- скала Лотс-Ваиф (Lot’s Wife)
- скала Черч (Church Rock)
- остров Пингвин (Penguin Island)
- остров Адмиралс (The Admirals)

## Климат
Климат острова умеренный морской, относительно суровый, ветреный и дождливый. Среднемесячная температура колеблется от +9 °С до 14,5 °C. Среднегодовая температура — около +11 °C. В год выпадает около 2500 мм осадков в виде дождя.
| Показатель                    | Янв. | Фев. | Март | Апр. | Май  | Июнь | Июль | Авг. | Сен. | Окт. | Нояб. | Дек. | Год  |
| ----------------------------- | ---- | ---- | ---- | ---- | ---- | ---- | ---- | ---- | ---- | ---- | ----- | ---- | ---- |
| Абсолютный максимум, °C       | 26,4 | 25,7 | 25,9 | 22,6 | 20,5 | 20,6 | 19,3 | 21,7 | 19,3 | 21,4 | 23,9  | 25,1 | 26,4 |
| Средний суточный максимум, °C | 17,2 | 17,4 | 16,9 | 15,4 | 13,7 | 12,4 | 11,5 | 11,2 | 11,5 | 12,9 | 14,9  | 16,2 | 14,3 |
| Средняя температура, °C       | 13,9 | 14,4 | 13,9 | 12,8 | 11,3 | 10,0 | 9,1  | 8,9  | 8,9  | 10,1 | 11,9  | 13,2 | 11,5 |
| Средний суточный минимум, °C  | 11,1 | 11,6 | 11,3 | 10,4 | 8,9  | 7,6  | 6,6  | 6,5  | 6,6  | 7,8  | 9,4   | 10,3 | 9,0  |
| Абсолютный минимум, °C        | 5,3  | 5,1  | 4,8  | 3,7  | 1,4  | 0,1  | −0,9 | −2,7 | 0,2  | 0,5  | 2,4   | 4,1  | −2,7 |
| Норма осадков, мм             | 210  | 183  | 254  | 276  | 286  | 310  | 273  | 304  | 270  | 249  | 213   | 241  | 256  |
| Источник:                     |      |      |      |      |      |      |      |      |      |      |       |      |      |

## История
Предполагается, что остров был открыт португальцами в 1506 году. Три века на картах остров носил название Гонсало Альварес либо Диего Альварес.
Остров был переоткрыт английским мореплавателем Чарльзом Гофом в 1731 году. Именно он подробно описал вид острова, хотя и не высаживался на нём.
С позволения британского правительства, с 1956 года на острове размещена одноимённая метеорологическая станция ЮАР.